# Zschörnewitz
Zschörnewitz ist ein Ortsteil der Gemeinde Großweitzschen im Landkreis Mittelsachsen in Sachsen. 

## Geografie und Verkehrsanbindung
Der Ort liegt östlich des Kernortes Großweitzschen an der Kreisstraße K 7548. Die A 14 zerschneidet den Ort, die B 169 verläuft östlich. Nördlich fließt der Gärtitzer Bach.